# بوفالو بیل (فیلم)
بوفالو بیل (انگلیسی: Buffalo Bill) فیلمی آمریکایی در سبک زندگینامه‌ای و وسترن به کارگردانی ویلیام ولمن است که در سال ۱۹۴۴ منتشر شد.

## بازیگران
- جوئل مک‌کری
- مورین اوهارا
- لیندا دارنل
- آنتونی کوئین
- ادگار بیوکانان
- مورونی اولسن
- توماس میچل
- فرانک فنتون
- فرد گراهام